# Corruption en Iran
La corruption en Iran a une influence importante sur l'économie, la politique, et la société iranienne. En 2025, l'Iran est à la 151e place du classement « indice de perception de la corruption » de l'ONG Transparency International. 

## Analyse

### Économie souterraine
À la suite de son arrivée au pouvoir en 1989, Ali Khamenei nouer une alliance avec les gardiens de la révolution leur permettant de bâtir un empire économique qui échappe au regard du gouvernement, pesant jusqu'à 60 % du PIB iranien et incluant divers trafics, comme la drogue. En outre, selon une enquête de Reuters, Khamenei serait personnellement en 2013 à la tête d'un empire économique d'une valeur estimée à 95 milliards de dollars. Ce dernier émane d’une entité opaque baptisée « Setad », fondée par Khomeiny peu avant sa mort pour gérer et vendre les propriétés abandonnées des émigrés iraniens ayant fui la révolution. Initialement pensée pour venir en aide aux pauvres, cette entité est devenue depuis lors un gigantesque conglomérat disposant de parts dans de nombreux secteurs de l’économie.

### Prédation des ressources naturelles
Dans les années 1990, le gouvernement iranien met en place un réseau opaque pour tirer les revenus des exportations de pétrole iranien et les affecter au financement des milices pro-iraniennes dans la région. Une part importante du pétrole iranien est également allouée à différents ministères et à des organisations religieuses qui les vendent pour leur propre compte. Cette économie est satellisée par une oligarchie dont les entreprises, exemptées d’impôts, ne sont soumises à aucune transparence ni à aucune loi nationale.  Ce système profite particulièrement au Corps des gardiens de la révolution islamique, dont les membres les plus gradés gèrent des entreprises pétrolières leur permettant de capter plus de la moitié des revenus des exportations de pétrole via des intermédiaires et des sociétés écrans.

## Conséquences de la corruption
La généralisation de la corruption en Iran y a d'importantes conséquences sécuritaires dès lors qu'une part importante des agents du régimes iranien, sensibles à l'appât du gain, se font soudoyer par le Mossad pour vendre des secrets militaires à Israël, principal ennemi de Téhéran dans la région. Cette forte pénétration des services de renseignement israéliens dans l'appareil sécuritaire du régime iranien explique en partie la domination de l'État hébreu lors de la guerre Iran-Israël de 2024-2025.